# Cinnamomum solomonense
Cinnamomum solomonense är en lagerväxtart som beskrevs av C. K. Allen. Cinnamomum solomonense ingår i släktet Cinnamomum och familjen lagerväxter. Inga underarter finns listade i Catalogue of Life.